# Маэл Руанайд мак Доннхада

Ирландия в середине IX — начале XI века

Маэл Руанайд мак Доннхада (др.‑ирл. Máel Ruanaid mac Donnchada; умер в 843) — король Миде (833—843) из рода Кланн Холмайн.

## Биография
Маэл Руанайд был одним из сыновей правителя Миде и верховного короля Ирландии Доннхада Миди, скончавшегося в 797 году. Его мать — ульстерка Бе Файл, дочь Катала из рода Дал Фиатах — была первой супругой короля Доннхада.
В 833 году умер единокровный брат Маэл Руанайда Конхобар мак Доннхада, после смерти которого он унаследовал престол Миде. Титул же верховного короля, которым владел Конхобар, перешёл к королю Айлеха Ниаллу Калле из рода Кенел Эогайн.
По свидетельству ирландских анналов, сначала отношения между Маэл Руанайдом мак Доннхадой и Ниаллом Калле были враждебными. В 835 году верховный король совершил поход в Миде для того, чтобы окончательно подчинить своей власти местного правителя. Во время этого вторжения войско Ниалла Калле разорило владения Маэл Руанайда вплоть до принадлежавших тому земель в современном графстве Оффали.
Правление Маэл Руанайда мак Доннхады пришлось на очень трудное для Миде время, когда королевство неоднократно подвергалось нападениям врагов. Одними из наиболее опасных противников Маэл Руанайда были викинги во главе с Тургейсом. Согласно ирландским преданиям, они приплыли в Ирландию из Норвегии в 837 году с большим флотом, состоявшим из 120 кораблей. По прибытии на остров флот викингов разделился: 60 кораблей поднялись вверх по реке Бойн, 60 — вверх по реке Лиффи. Нанеся в битве тяжёлое поражение войску Маэл Руанайда, норвежцы подвергли разорению большинство поселений вдоль обеих рек и впервые за всё время нападений на Ирландию остались зимовать здесь, устроив лагерь на озере Лох-Ней. В последующие годы викинги ещё больше расширили территорию своих набегов.
В 839 году Маэлсехнайлл, сын Маэл Руанайда мак Доннхады и его супруги Арок, дочери Катала мак Фиахраха из Наута (Северной Бреги), убил эконома аббатства Дарроу Крундмаэла мак Фианнамайла. Это первой упоминание о Маэлсехнайлле в ирландских анналах.
Подчинение Маэл Руанайда мак Доннхады верховному королю Ирландии вовлекло правителя Миди в войну между Ниаллом Калле и королём Мунстера Федлимидом мак Кримтайнном, наиболее влиятельным на тот момент ирландским владетелем. В 840 году мунстерское войско совершило набег на королевства Миде и Брегу, дошло до Тары, места коронования верховных правителей Ирландии, и простояло здесь лагерем несколько дней. Ниалл Калле не смог помешать этому, так как в то время находился в походе против союзников Федлимида из Оффали. Также в анналах отсутствуют какие-либо сведения о военных действиях, предпринятых правителями Миде и Бреги в ответ на вторжение мунстерцев.
Неспособность Маэл Руанайда мак Доннхады оказать сопротивление нападениям викингам и Федлимида мак Кримтайнна, в 841 году привело к мятежу против короля Миде его собственного племянника Диармайта мак Конхобайра. В произошедшем сражении королевское войско потерпело поражение от войска мятежников. По свидетельству «Анналов Ульстера», Диармайту даже удалось заставить Маэл Руанайда отречься от престола. Однако в тот же день глава мятежников был убит Маэлсехнайллом, сыном свергнутого монарха.
В 841 году викинги снова вторглись во владения Маэл Руанайда мак Доннхады: двигаясь к Тетбе, они прошли по территории королевства Миде. Однако в том же году Маэл Руанайд избавился от набегов Федлимида мак Кремтайнна: в битве при Маг Охтайре мунстерцы потерпели серьёзное поражение от верховного короля Ирландии Ниалла Калле, что положило конец их вторжениям в земли соседей.
Маэл Руанайд мак Доннхада скончался в 843 году. О том, кто унаследовал после его смерти власть над Миде, средневековые исторические источники сообщают противоречивые сведения. В списке правителей этого королевства из «Лейнстерской книги» преемником Маэл Руанайда назван Маэлсехнайлл. Однако в составленном в XII веке сочинении «Пророчество Берхана» сообщается, что новым королём Миде стал Фланн, другой сын Маэл Руанайда. Об этом же сообщается и в ряде анналов. На основании этих данных современные историки делают вывод о том, что после смерти Маэл Руанайда престол унаследовал именно Фланн.